# USS Hughes (DD-410)
USS Hughes (DD-410) là một tàu khu trục lớp Sims được Hải quân Hoa Kỳ chế tạo ngay trước Chiến tranh Thế giới thứ hai; nó là chiếc tàu chiến duy nhất của Hải quân Hoa Kỳ được đặt tên theo Trung tá Hải quân Edward Merritt Hughes (1850-1903), người tham gia cuộc Chiến tranh Tây Ban Nha-Hoa Kỳ. Hughes đã hoạt động tại Mặt trận Thái Bình Dương trong suốt Thế Chiến II cho đến khi xung đột kết thúc, và sau đó được sử dụng trong Chiến dịch Crossroads, cuộc thử nghiệm bom nguyên tử tại đảo san hô Bikini vào năm 1946. Sống sót qua cuộc thử nghiệm nhưng bị nhiễm phóng xạ nặng, nó bị đánh chìm như một mục tiêu ngoài khơi Kwajalein vào ngày 16 tháng 10 năm 1948.

## Thiết kế và chế tạo
Hughes được đặt lườn tại xưởng tàu của hãng Bath Iron Works Corporation ở Bath, Maine vào ngày 15 tháng 9 năm 1937. Nó được hạ thủy vào ngày 17 tháng 6 năm 1939; được đỡ đầu bởi bà Edward M. Hughes, vợ góa Trung tá Hughes; và nhập biên chế tại Xưởng hải quân Boston vào ngày 21 tháng 9 năm 1939 dưới quyền chỉ huy của Hạm trưởng, Thiếu tá Hải quân Donald J. Ramsey.

## Lịch sử hoạt động

### Trước chiến tranh
Sau chuyến đi chạy thử máy tại khu vực vịnh Mexico, Hughes gia nhập Hạm đội Đại Tây Dương. Từ tháng 7 năm 1940 đến tháng 12 năm 1941, nó thoạt tiên tuần tra ngoài khơi Martinique canh phòng hoạt động của lực lượng hải quân thuộc phe Vichy Pháp tại đây, và sau đó tiến hành Tuần tra Trung lập ngoài khơi Iceland. Trong giai đoạn này, nó là chiếc tàu khu trục đầu tiên của Hải quân Mỹ hộ tống một đoàn tàu vận tải đi suốt chặng đường đến Anh Quốc.

### Thế Chiến II
Sau khi Nhật Bản bất ngờ Tấn công Trân Châu Cảng vào ngày 7 tháng 12 năm 1941, tàu chiến được khẩn cấp gửi sang Thái Bình Dương, và Hughes đã khởi hành từ Norfolk, Virginia vào ngày 18 tháng 12, đi đến San Diego, California cùng với tàu sân bay Yorktown vào ngày 30 tháng 12. Nó rời San Diego vào ngày 12 tháng 1 năm 1942 như một tàu hộ tống cho đoàn tàu đưa lực lượng tăng viện đến Samoa. Sau đó nó lên đường từ Samoa trong thành phần một lực lượng tấn công thành lập chung quanh Yorktown, và đã hộ tống chiếc tàu sân bay trong các cuộc không kích xuống các đảo Jaluit, Makin, Mili và Canton; rồi hỗ trợ cho lực lượng kết hợp Lexington–Yorktown, Lực lượng Đặc nhiệm 17, khi họ tấn công các căn cứ của quân Nhật tại Lae và Salamaua vào ngày 10 tháng 3 năm 1942. Bị lỡ mất Trận chiến biển Coral do đang hộ tống một tàu chở dầu đi Nouméa, Hughes về đến Trân Châu Cảng kịp lúc để tham gia Trận Midway.
Đang khi bảo vệ cho Yorktown trong trận này, Hughes đã bắn rơi hai máy bay ném bom-ngư lôi đối phương trong trận này, và trợ giúp vào việc bắn rơi hai chiếc khác. Sau khi Yorktown bị đánh trúng vào ngày 4 tháng 6, nó túc trực suốt đêm bên chiếc tàu sân bay; và khi Yorktown lại trúng ngư lôi từ một tàu ngầm Nhật vào ngày 6 tháng 6, nó gây hư hại kẻ tấn công bằng mìn sâu và cứu vớt những người sống sót khi chiếc tàu sân bay đắm vào ngày hôm sau.
Sau một thời gian ngắn làm nhiệm vụ hộ tống vận tải, Hughes gia nhập lực lượng hải quân tại Guadalcanal, nơi nó hộ tống cho tàu sân bay Hornet trong suốt chiến dịch. Trong Trận chiến quần đảo Santa Cruz, nó đã bắn rơi một máy bay đối phương và trợ giúp vào việc bắn rơi hai chiếc khác. Cho dù đã chiến đấu dũng cảm nổi bật, Hornet bị đánh trúng và bị đắm vào ngày 27 tháng 10. Sau đó Hughes gia nhập Lực lượng Đặc nhiệm 16 vào ngày 10 tháng 11, và tham gia trận Hải chiến Guadalcanal trong vai trò hộ tống cho tàu sân bay Enterprise. Nó tiếp tục vai trò hộ tống trong các chiến dịch cho đến cuối tháng 2 năm 1943.
Sau một đợt đại tu ngắn cùng một giai đoạn làm nhiệm vụ hộ tống vận tải, Hughes được cho tách khỏi khu vực Nam Thái Bình Dương để quay về Trân Châu Cảng, rồi khởi hành vào ngày 18 tháng 4 để đi đến khu vực quần đảo Aleut, đến nơi vào ngày 24 tháng 4. Vào lúc cao điểm của chiến sự tại vùng biển phía Bắc, nó đã bắn phá đảo Kiska từ ngày 6 đến ngày 22 tháng 7; và sau khi chiếm được Kiska, chiếc tàu khu trục rời khu vực Aleut vào ngày 25 tháng 8 để đại tu tại San Francisco, California.
Hughes khởi hành đi Trân Châu Cảng vào ngày 26 tháng 10 để chuẩn bị cho việc chiếm đóng quần đảo Gilbert. Nó lên đường vào ngày 10 tháng 11 trong thành phần bảo vệ cho các tàu sân bay hộ tống hỗ trợ cho việc chiếm đóng đảo san hô Makin. Khi chiếc Liscome Bay bị đánh chìm vào ngày 24 tháng 11, nó đã cứu vớt 152 người sống sót từ chiếc tàu sân bay hộ tống. Nó bắt đầu bảo vệ cho đội vận chuyển từ ngày 27 tháng 11, trước khi khởi hành đi Trân Châu Cảng hai ngày sau đó, đến nơi vào ngày 7 tháng 12. Đến ngày 13 tháng 1 năm 1944, nó gia nhập Lực lượng Đặc nhiệm 53 cho cuộc chiếm đóng quần đảo Marshall. Nó tham gia cuộc bắn phá chuẩn bị từ ngày 3 đến ngày 11 tháng 2, rồi tiếp tục hỗ trợ cho cho các tàu sân bay hộ tống trong các cuộc không kích lên Palau vào ngày 31 tháng 3.
Hughes tham gia cuộc tấn công đổ bộ lên Hollandia, New Guinea vào ngày 23 tháng 4, hoạt động trong thành phần bảo vệ cho các tàu sân bay hộ tống cung cấp sự hỗ trợ trên không cho việc đổ bộ lên Aitape và vịnh Tanahmerah. Nó tiếp tục ở lại ngoài khơi New Guinea như tàu hộ tống vận tải và hỗ trợ hỏa lực cho Đệ thất Hạm đội cho đến ngày 25 tháng 9, khi nó lên đường cho chiến dịch chiếm đóng Philippines. Trong giai đoạn này, nó tham gia các cuộc tấn công lên Biak, Noemfoor, mũi Sensapor và Morotai, phục vụ như là soái hạm của Chuẩn đô đốc William M. Fechteler trong chiến dịch sau cùng.
Trong cuộc tấn công lên Leyte, Hughes là soái hạm của Chuẩn đô đốc Arthur Dewey Struble, chỉ huy một đội đặc nhiệm nhỏ có nhiệm vụ chiếm các đảo nhỏ Dinigat và Homohon canh phòng lối ra vào vịnh Leyte. Sau khi hoàn thành nhiệm vụ, nó hộ tống các đoàn tàu vận tải đi đến Philippine, thường xuyên có các chuyến đi khứ hồi đến New Guinea cho đến ngày 6 tháng 12 năm 1944, khi nó đón lên tàu Đô đốc Struble và lên đường cho cuộc chiếm đóng vịnh Ormoc, Leyte. Sau đó nó phục vụ như tàu khu trục canh phòng, và đang ở ngoài khơi cực Nam của Leyte khi nó bị một máy bay tấn công cảm tử kamikaze đâm trúng vào ngày 10 tháng 12 năm 1944. Bị hư hại nặng với một phòng động cơ bị phá hủy và hầu hết máy móc bị hư hỏng, nó được kéo đến vịnh San Pedro, Leyte, và sau khi được sửa chữa tạm thời, nó khởi hành đi vịnh Humboldt, New Guinea vào ngày 19 tháng 12 trên đường đi Trân Châu Cảng, đến nơi vào ngày 23 tháng 1 năm 1945. Sau khi được sửa chữa, nó lại lên đường đi San Francisco, đi đến Xưởng hải quân San Francisco vào ngày 2 tháng 2, và ở lại đây trong ba tháng để sửa chữa và nâng cấp toàn diện.
Sau khi chạy thử máy và được xem sẵn sàng chiến đấu, Hughes khởi hành vào ngày 4 tháng 6 để đi đảo Adak thuộc quần đảo Aleut. Được phân về Lực lượng Bắc Thái Bình Dương, nó hoạt động tại khu vực Aleut cho đến khi chiến tranh kết thúc, quấy phá tàu bè đối phương và bắn phá các căn cứ Nhật Bản. Sau khi Nhật Bản đầu hàng, nó phục vụ cùng lực lượng tuần tra ngoài khơi phía Bắc đảo Honshū cho đến khi được thay phiên vào ngày 20 tháng 10. Nó lên đường quay trở về Hoa Kỳ cùng Hải đội Khu trục 2 mười ngày sau đó. Được cho xuất biên chế vào ngày 28 tháng 8 năm 1946, nó được sử dụng như một mục tiêu trong Chiến dịch Crossroads, cuộc thử nghiệm bom nguyên tử tại đảo san hô Bikini. Sau đó nó được kéo ra biển và đánh chìm tại vùng nước sâu ngoài khơi Kwajalein vào ngày 16 tháng 10 năm 1948. Tên nó được rút khỏi danh sách Đăng bạ Hải quân vào ngày 26 tháng 11 năm 1948.

## Phần thưởng
Hughes được tặng thưởng mười bốn Ngôi sao Chiến trận do thành tích phục vụ trong Thế Chiến II.